# Habrocestum lepidum
Habrocestum lepidum är en spindelart som beskrevs av Raymond Comte de Dalmas 1920. Habrocestum lepidum ingår i släktet Habrocestum och familjen hoppspindlar. Inga underarter finns listade i Catalogue of Life.